# NGC 6305
NGC 6305 (również PGC 60029) – galaktyka soczewkowata (E/SB0), znajdująca się w gwiazdozbiorze Ołtarza. Odkrył ją John Herschel 5 lipca 1836 roku.